# Artur Michalak
Artur Andrzej Michalak – polski matematyk, doktor habilitowany nauk matematycznych. Specjalizuje się w analizie funkcjonalnej. Profesor nadzwyczajny na Wydziale Matematyki i Informatyki Uniwersytetu im. Adama Mickiewicza w Poznaniu.

## Życiorys
Stopień naukowy doktora uzyskał w 1993 w Instytucie Matematycznym PAN na podstawie pracy pt. O pewnych właściwościach przestrzeni funkcji holomorficznych i harmonicznych o wartościach w przestrzeni Banacha, przygotowanej pod kierunkiem prof. Lecha Drewnowskiego. Habilitował się na UAM w 2006 na podstawie dorobku naukowego i rozprawy pt. O pewnych zastosowaniach funkcji wektorowych w badaniach struktury przestrzeni Banacha. Pracuje jako profesor nadzwyczajny w Zakładzie Analizy Funkcjonalnej Wydziału Matematyki i Informatyki UAM. Jest członkiem Polskiego Towarzystwa Matematycznego.
Publikował w takich czasopismach jak m.in. "Commentationes Mathematicae".